# Walter Boller
Walter Boller (República Federal Alemana, 20 de mayo de 1951) es un atleta alemán retirado especializado en la prueba de salto de altura, en la que consiguió ser medallista de bronce europeo en pista cubierta en 1976.

## Carrera deportiva
En el Campeonato Europeo de Atletismo en Pista Cubierta de 1976 ganó la medalla de bronce en el salto de altura, con un salto por encima de 2.19 metros, tras el soviético Sergey Senyukov  (oro con 2.22 metros) y el francés Jacques Aletti (plata también con 2.19 metros pero en menos intentos).